# Елизабет фон Лайнинген-Дагсбург-Фалкенбург
Мария Елизабет фон Лайнинген-Дагсбург-Фалкенбург (на немски: Maria Elisabeth Gräfin zu Leiningen-Dagsburg-Falkenburg; * 16 май 1586, Дюркхайм; † 25 октомври 1623, замък Харденбург при Дюркхайм) е графиня от Лайнинген-Дагсбург-Фалкенбург и чрез женитба графиня на Лайнинген-Дагсбург-Харденбург.

## Произход
Тя е дъщеря на граф Емих XI фон Лайнинген-Дагсбург-Фалкенбург (1540 – 1593) и съпругата му фрайин Урсула фон Флекенщайн (1553 – 1595), дъщеря на фрайхер Георг I фон Флекенщайн († 1553) и вилд-и Рейнграфиня Йохана фон Залм-Кирбург († 1595).

## Фамилия
Елизабет се омъжва на 1 януари 1620 г. в замък Харденбург при Дюркхайм за граф Йохан Филип II фон Лайнинген-Дагсбург-Харденбург (* 26 април 1588; † 25 май 1643), големият син на граф Емих XII фон Лайнинген-Дагсбург-Харденбург (1562 – 1607) и принцеса Мария Елизабет фон Пфалц-Цвайбрюкен-Нойбург (1561 – 1629) от фамилията Вителсбахи. Те имат децата:
- Фридрих Емих (1621 – 1698), граф на Лайнинген-Дагсбург-Харденбург, женен на 10 февруари 1644 г. за графиня Сибила фон Валдек-Вилдунген (1619 – 1678)
- Йохан Филип III (1622 – 1666), граф на Лайнинген-Дагсбург-Емихсбург, женен I. на 5 февруари 1651 г. за графиня Агнес фон Валдек-Вилдунген (1618 – 1651), II. 1658 г. за графиня Елизабет Шарлота фон Золмс-Зоненвалде (1621 – 1660)
- Адолф Кристиан (1623 – 1645), убит

Нейният съпруг Йохан Филип II се жени втори път на 23 октомври 1626 г. за Анна Юлиана фон Кирбург-Мьорхинген (1584 – 1640) и трети път на 11 юни 1642 г. за графиня Анна Елизабет фон Йотинген (1603 – 1673).